# 玉川透
玉川 透（たまかわ とおる）は、日本のジャーナリスト。1971年生まれ。仙台市出身。

## 略歴
- 1996年朝日新聞社入社。前橋支局、富山支局、名古屋社会部、2002年から1年間モスクワに語学研修、東京生活部、医療グループ、外交・国際グループ、ウィーン支局長、ベルリン支局などを経て、2017年4月から朝日新聞GLOBE記者。
- 難しいテーマは苦手なため「バカバカしいけど、オモロイ記事」を真面目に追及している。

## 主な記事
過去のGLOBE民主主義特集に加筆した著書『強権に「いいね！」を押す若者たち』（青灯社）がある。

## 参照
- aサロン＿特派員　世界を走る＿それぞれの１７年（サラエボ発）
- aサロン＿特派員　世界を走る＿伝統のカフェ、大ピンチ（ウィーン発）

## 関連事項
- 朝日新聞社
  - 朝日新聞